# Moritz Heyne
Moritz Heyne (Weißenfels, 1837. június 8. – Göttingen, 1906. március 1.) német filológus, nyelvész, germanista. 
1869-ben a hallei egyetem rendkívüli tanára, 1870-ben Bázel egyetemén a német nyelv és irodalom professzora lett. 1883-tól a göttingeni egyetem tanára volt.

## Fő művei
- Laut- und Flexionslehre der altgermanischen Dialekte, (négy rész; 1862, 1870, 1874, 1880)
- Folytatta 1867-től a Grimm fivérek nagy német szótárát: Deutsches Wörterbuch (Η, I, J, L, M, R betűk és az S betű eleje), továbbá írt egy háromkötetes szótárat: Deutsches Wörterbuch, (Lipcse, 1890–1895)
- Fünf Bücher deutscher Hausaltertümer von den ältesten geschichtlichen Zeiten bis zum XVI. Jahrhundert (Lipcse, 1899, 1901, 1903); az öt kötetre tervezett munkából csak három jelent meg
- Elkészítette több jelentős kora középkori mű fordítását, illetve kiadását:  Wulfila (1863); Heliand; (1866); Ruodlieb (1897).

Viszonylag kisebb jelentőségű munkáiból:
- Kleinere altniederdeutsche Denkmäler (1867)
- Kleine Altsächsische und altniederfränkische Grammatik (1873)
- Die Baseler Glasmalerei des XVI. Jahrhunderts (1883).